# جانيت ماكدونالد (مؤلفة)
جانيت ماكدونالد (بالإنجليزية: Janet McDonald)‏ (10 أغسطس 1953، بروكلين في الولايات المتحدة - 11 أبريل 2007، باريس في فرنسا)؛ كاتِبة مُتخصِّصة في أدب الأطفال وروائية أمريكية. درست في كلية فاسار.